# چیریپ
چیریپ (انگلیسی: Chirip) یک کوه آتشفشانی در جزایر کوریل کشور روسیه است.